# Altamont (Kansas)
Altamont es una ciudad ubicada en el condado de Labette en el estado estadounidense de Kansas. En el año 2010 tenía una población de 1080 habitantes y una densidad poblacional de 257,14 personas por km².

## Geografía
Altamont se encuentra ubicada en las coordenadas 37°11′23″N 95°17′37″O / 37.18972, -95.29361 (37.189803, -95.293529).

## Demografía
Según la Oficina del Censo en 2000 los ingresos medios por hogar en la localidad eran de $32,431 y los ingresos medios por familia eran $40,987. Los hombres tenían unos ingresos medios de $30,694 frente a los $22,010 para las mujeres. La renta per cápita para la localidad era de $14,895. Alrededor del 9.5% de la población estaban por debajo del umbral de pobreza.